# Androglossini
Androglossini — триба птахів родини папугових (Psittacidae). Поширені у Центральній і Південній Америці.

## Роди
- Рід Pyrilia — 7 видів
- Рід Каїка (Pionopsitta) — 1 вид
- Рід Короткохвостий папуга (Graydidascalus) — 1 вид
- Рід Жовточеревий амазон (Alipiopsitta) — 1 вид
- Рід Папуга-червоногуз (Pionus) — 8 видів
- Рід Амазон (Amazona) — 32 види
- Рід Синьочеревий папуга (Triclaria) — 1 вид